# Tučepi
Tučepi (magyarul: Tucsepi) falu és község Horvátországban, Split-Dalmácia megyében.

## Fekvése
Splittől légvonalban 56 km-re délkeletre, Makarska központjától 5 km-re délkeletre, Közép-Dalmáciában, a Biokovo-hegység lejtői alatt a tengerparton fekszik. Főbb településrészei Podpeć, Srida Sela, Šimići, Mravičići, Ševelji, Čovići, Podstup, Kraj és Musini.

## Története
Tučepi területe már az ókorban is lakott volt. A térség első ismert népe az illírek egyik törzse a dalmátok voltak, akik a magaslatokon épített, jól védhető erődített településeikben laktak. A rómaiak hosszú ideig tartó harcok után csak az 1. században hódították meg ezt a vidéket. Az illírek elleni 9-ben aratott végső győzelem után békésebb idők következtek. A szomszédos Makarskán 4. század elején a rómaiak Inaronia nevű városa állt, melynek maradványait a városközpont több helyén feltárták. Római emlékek kerültek elő a 20. század elején a Tučepi keleti határában fekvő Sutvid nevű hegy déli lejtőin is, ahol római kori sírokat és bennük az 1. és 4. század között vert római pénzérméket találtak. A korai középkor emléke annak az ókeresztény templomnak a maradványa, melynek építését a szakemberek az 5. vagy a 6. századra keltezték. Körülötte hasonló korú sírköveket találtak. A 7. században horvát törzsek telepedtek le a tengerpart, valamint a Cetina és Neretva folyók közti területen. Középkori horvát régészeti emlék a Grebište nevű lelőhelyen megtalált, a 11. vagy a 12. századra datált Szent Mártonnak szentelt templom és temető maradványa. A templom helyben bányászott kövekből épült négyszögletes külső és félköríves belső apszissal, mely a hasonló korabeli dalmáciai templomok jellegzetessége. Ebből a templomból származhat az a hat félköríves ablaknyílás, melyek ma a Szent Katalin templom falába illesztve láthatók. A település első írásos említése 1434-ből a kreševoi oklevélből származik. A török a 15. század második felében szállta meg ezt a vidéket, mely Zadvarje (Duare) várának felszabadításával együtt 1684-ben szabadult fel végleg a több mint kétszáz éves uralma alól. Ezután Velencei Köztársaság része lett. A török uralom végével a környező településekkel együtt újra benépesült és a település mai lakóinak ősei is ekkor telepedtek itt le. A lakosság főként földműveléssel és állattartással foglalkozott, de a határhoz közeli fekvésénél fogva eleinte még gyakran kellett részt vennie a velencei-török összecsapásokban. Ebből a korból származik a község magasabban fekvő részein épített néhány toronyvár, Šarića kula, Bušelića kula és Lalića kula maradványa. A velencei uralomnak 1797-ben vége szakadt és osztrák csapatok vonultak be Dalmáciába. 1806-ban az osztrákokat legyőző franciák uralma alá került, de Napóleon lipcsei veresége után 1813-ban újra az osztrákoké lett. 1857-ben 871, 1910-ben 1693 lakosa volt. 1918-ban az új szerb-horvát-szlovén állam, majd később Jugoszlávia része lett. A település a háború után a szocialista Jugoszláviához került. Az 1962-es földrengésig lakói a parttól távolabbi hegyi településeken, a Biokovo-hegység termékeny lejtőin települt Podpećen, Čovićin, Srida selan, Šimićin és Podstupon laktak. Főként mezőgazdasággal, olajbogyó- és szőlőtermesztéssel foglalkoztak. A földrengés után a szelíd és kavicsos tengerpart mentén létesült az új és modern település Kraj, mely már elsősorban turisztikai célokat hivatott szolgálni. Tučepi 1991 óta a független Horvátországhoz tartozik. 2011-ben 1931 lakosa volt, akik már főként a turizmusból éltek.

## Lakosság
| Lakosság változása | Lakosság változása | Lakosság változása | Lakosság változása | Lakosság változása | Lakosság változása | Lakosság változása | Lakosság változása | Lakosság változása | Lakosság változása | Lakosság változása | Lakosság változása | Lakosság változása | Lakosság változása | Lakosság változása | Lakosság változása |
| ------------------ | ------------------ | ------------------ | ------------------ | ------------------ | ------------------ | ------------------ | ------------------ | ------------------ | ------------------ | ------------------ | ------------------ | ------------------ | ------------------ | ------------------ | ------------------ |
| 1857               | 1869               | 1880               | 1890               | 1900               | 1910               | 1921               | 1931               | 1948               | 1953               | 1961               | 1971               | 1981               | 1991               | 2001               | 2011               |
| 871                | 1.091              | 1.118              | 1.289              | 1.494              | 1.693              | 1.693              | 1.533              | 1.579              | 1.593              | 1.449              | 1.500              | 1.632              | 1.760              | 1.763              | 1.931              |

## Nevezetességei
- Páduai Szent Antal tiszteletére szentelt plébániatemploma[5] 1901-ben épült Parišić építészmérnök tervei szerint neoromán stílusban. A templom latin kereszt alaprajzú, bejárata felett nagy félköríves ablakkal, tympanonjában körablakkal. A homlokzat tetején a Szent Megváltó szobra áll. A mai harangtorony 1965-ben épült Ante Barač tervei szerint. Az eredeti, kövekből épített harangtorony már az 1923-as földrengésben megrongálódott, majd az 1962-es földrengés teljesen ledöntötte. A templomnak három oltára van. A főoltáron Szent Ferenc és Szent Antal szobrai állnak. A két mellékoltár Szűz Máriának és Szent Antalnak van szentelve, utóbbit még a régi templomból mentették át. Az ezüst gyertyatartókat Visko Čulić spliti aranyműves, a belső díszítést Appolinario Soldati itáliai mester készítette. Az orgona M. Heferer mester zágrábi műhelyében készült. A templomot még 1901-ben szentelték fel és bár a lakosság azóta a Kraj nevű településrészre költözött, máig ez a templom a község plébániatemploma.
- A Szent Nikola Tavelić templom Krajon az Adria-parti főút felett található. Modern betonépület karcsú harangtoronnyal. Tervezője Ante Rožić. Alsó része már 1976-ban készen volt, itt már ekkortól lehetett szertartást végezni. A teljes épület 1989-ben készült el, felszentelését 1989. november 19-én végezte Ante Jurić érsek.
- A temetőben álló Szűz Mária templom[6] 1965-ben épült faragott kövekből. A helyén is templom állt, melyet 1703-ban említenek először. Ez a régi templom az 1962-es földrengésben súlyosan megrongálódott, ezért le kellett bontani. A mai templom építésekor ókeresztény leletek kerültek elő a földből, melyeket a plébániahivatal gyűjteményében őriznek. A templom Szűz Mária szobra 1907-ben készült.
- A tengerparton álló Szent György templom[7] a legújabb kutatások szerint a 12. század végén, vagy a 13. század elején épült. 1311-ben említik először, ami azt jelenti ekkor már bizonyíthatóan állt. Körülötte középkori temető található. Az épület 1966-ban kulturális védettséget kapott. Az utóbbi időben nyitották meg a turistaszezon idejére, hogy a közeli szállodák vendégei számára szentmisét mondhassanak benne.
- A Mihály arkangyal kápolnát[8] a 18. században építették. Gótikus csúcsíves boltozattal épült, homlokzatán kis harangtoronnyal. Oltára kőből, antependiuma fából készült. Falmélyedésében Szent Mihály főangyal szobra látható. Szent Sebestyén, Szent Péter, Nepomuki Szent János é Krisztus szobrai időközben a plébánia múzeumának gyűjteményébe kerültek át.
- Selón a Šarić-ház felett található a Szent Katalin templom, mely már a középkorban is állt. Első említése 1541-ből származik. Homlokzatán hat félköríves tranzéna, felül egy harang számára épített kis harangtorony látható. A tranzénákat valószínűleg a lebontott 12. századi Szent Márton templomból hozták át. A templomot védőszentjének Alexandriai Szent Katalinnak szobra díszíti.
- A Szent Rókus kápolnát a régi plébániaház mellett építették 1924-ben a régi Szent Antal plébániatemplom alapjain. A régi templom, melyet 1602-ben építettek 1891-ben égett le, ezután építették helyette a mai plébániatemplomot.
- A velencei-török háborúk emléke a település feletti hegyekben található három toronyvár a Šarića kula, a Bušelića kula és a Lalića kula[9] maradványa. A Šarića kula Knjazovi, a Bušelića Kula[10] Tolli, a Lalića kula Srida Sela településrészen található.
- A Grebište nevű lelőhelyen találhatók a község középkori plébániatemplomának a 12. századi Szent Márton templomnak az alapfalai.[11]
- Srida Sela településrésztől délkeletre, kőfallal körülvett helyen állt Gornje Tučepi régi Szent Antal temploma és a körülötte lévő temető, amely máig megtalálható a régészeti rétegekben. A régi templom barokk épület volt, mely 1891-ben leégett. A régi plébániatemplom valószínűleg már a török hódítás előtti időszakban is létezett, mivel a török hódoltság alatt nem épültek szakrális épületek. Az egykori templom méretei továbbra is láthatók a kataszteri térképeken, így egyhajós, négyzet alakú apszissal rendelkező épületet azonosíthatunk. Az 1898 és 1901 közötti időszakban új plébániatemplom épült a településen. A régészeti lelőhely körül, annak délkeleti részén fennmaradt kőfal, amelyet habarcsba rakott, faragott kőből építettek. a fal délnyugaton körülbelül 29 méteres szakaszon, délkeleten pedig körülbelül 13,50 hosszan maradt meg.[12]
- A tučepi Ivanišević-kúria, amelyhez később az első olajmalom épült, a tenger melletti barokk kúriák egyike. Pontos építési dátuma nem ismert, de a stilisztikai jellemzői alapján a 18. század elejére datálhatjuk, amikor az oszmánoktól való felszabadulás után makarskai régió nemes családjai birtokaik mellett nyaralókat kezdtek építeni. A nyaralót a makarskai Ivanišević nemesi család építette saját tučepi birtokai mellett, és eredetileg téglalap alakú alaprajzú, egyemeletes, nyeregtetős épület volt.[13]
- A "Jadran" szállodát 1948/1949-ben építették Branko Bon építész tervei szerint. A tenger közelében, nagyon értékes természeti környezetben helyezkedik el. A szálloda 20. század közepének időszakát, azaz a turisztikai ipar kezdetét képviseli az Adriai-tenger ezen részén, így nagy jelentőségű a horvát modern építészetben.[14]

## Kultúra
- A turisták kedvvért rendezik meg nyaranta a "Tučepske ljetne večeri" (Tučepi nyári esték) nevű kulturális és szórakoztató rendezvénysorozatot. A fesztivál hagyományosan a község ünnepnapján június 13-án Szent Antal ünnepén kezdődik. Június végén a "Kaštelet" szállodában tartják a hagyományos énekkari fesztivált. A kikötőben halászestet, szórakoztató zenei koncerteket, népzenei esteket rendeznek. Szintén régi hagyomány a "Ka kultura u tučepskim zaseocima" nevű színházi rendezvény, ahol a színházi előadások közben a helyi gasztronómiai kínálat nyújt  feledhetetlen élményt az ide látogatóknak.
- A község kulturális egyesületei a Klapa Marina és a Klapa Sutvid énekkarok.

## Galéria
- Tengerparti sétány
- A kikötő
- A főutca részlete
- Tengerparti részlet